# エカテリーナ・ブレシコ＝ブレシコフスカヤ
エカテリーナ・コンスタンチノヴナ・ブレシコ＝ブレシコフスカヤ（ロシア語: Екатери́на Константи́новна Бре́шко-Брешко́вская、ラテン文字表記の例：Yekaterina Konstantinovna Breshko-Breshkovskaya、旧姓ヴェリゴ、ロシア語: Вериго、ラテン文字表記の例：Verigo、1844年1月25日（ユリウス暦1月13日） - 1934年12月9日）は、ロシア帝国の革命家。社会革命党（エスエル）創設者の一人。「ロシア革命の祖母」として知られる。

## 生涯

### 生い立ち
1844年1月25日（ユリウス暦1月13日）、ロシア帝国ヴィテプスク県ネヴェルスキー郡イヴァノヴォ村（現在のベラルーシ共和国ヴィーツェプスク州）に生まれた。生家のヴェリゴ家は貴族の家柄である。少女時代をチェルニゴフ県ムグリン郡（現在のブリャンスク州ムグリン地区）の同家の荘園で過ごす。兄弟のニコライとヴァシーリーがおり、ニコライはムグリン郡判事を務めた。高等女学校を卒業した後、父コンスタンチンを助けて農奴解放、学校の開設、貯蓄銀行の設立などに力を尽くした。1868年ニコライ・ブレシコ＝ブレシコフスキーと結婚した。

### 革命家
26歳のとき、ミハイル・バクーニンのサークルに加わるため、キエフに移る。ナロードニキ運動に参加しかどで1874年にカトルガで拘束され、1878年シベリア流刑となった。1896年に釈放された後は社会革命グループに属し、1901年社会革命党結成に参加する。
1900年スイスとアメリカ合衆国に亡命する。1905年ロシアに帰国するが、逮捕され東シベリアに流刑となる。1917年二月革命が起こると他の政治犯とともに釈放される。アレクサンドル・ケレンスキー内閣が成立すると官職に就くが、十月革命が起こると再び国外に亡命を余儀なくされた。1934年12月9日、チェコスロバキアで死去。
息子のニコライ・ブレシコ＝ブレシコフスキーは作家。